# Wendy Kilbourne
Wendy Kilbourne (* 29. Juni 1964 in Los Angeles) ist eine US-amerikanische Schauspielerin.

## Karriere
Kilbourne wurde 1986 durch ihre Rolle der Constance Hazard in der Miniserie Fackeln im Sturm bekannt. 1988 bis 1990 spielte sie an der Seite von Gary Cole die Hauptrolle der Devon King in der Fernsehserie Der Nachtfalke.

## Privatleben
Wendy Kilbourne ist seit 1988 mit dem Schauspieler James Read verheiratet, den sie bei den Dreharbeiten zu Fackeln im Sturm kennenlernte. Das Paar lebt in Malibu, Kalifornien und hat zwei Kinder, Jackson und Sydney.
Ihr Großvater war der Drehbuchautor und Regisseur Noel Langley.

## Filmografie (Auswahl)
- 1982: Der Denver-Clan (Fernsehserie, Gastauftritt)
- 1983: Matt Houston (Fernsehserie, Gastauftritt, 2 Folgen)
- 1984: Knight Rider (Fernsehserie, Gastauftritt in der Folge „Diamantenschmuggel“)
- 1984: Trio mit vier Fäusten (Fernsehserie, Gastauftritt in der Folge „Der Liebesbrief“)
- 1984: Der Model-Killer (Fernsehfilm)
- 1984: Das A-Team (Fernsehserie, Gastauftritt)
- 1985: Condor (Fernsehfilm)
- 1985–1986, 1994: Fackeln im Sturm (Fernsehserie)
- 1986: Hotel (Fernsehserie, Gastauftritt)
- 1986: Mord ist ihr Hobby (Fernsehserie, Gastauftritt)
- 1987: Nothing in Common (Fernsehserie, 3 Folgen)
- 1988: Hochzeitsfieber (Fernsehfilm)
- 1988–1990: Der Nachtfalke (Midnight Caller)
- 1989: Mord um Mitternacht (Fernsehfilm)
- 1990: Die Spur des Todes (Fernsehfilm)
- 1996: Countdown X (Fernsehserie, Gastauftritt)